# Daniel Woods
Daniel Woods (Richardson, 1º agosto 1989) è un arrampicatore statunitense.
Pratica le competizioni di boulder, l'arrampicata in falesia e il bouldering.

## Biografia
Ha cominciato ad arrampicare da piccolo con il padre, la prima volta a cinque anni in una falesia chiamata Mineral Wells State Park a Dallas. Nel 1997 la famiglia si è trasferita in Colorado. A sette anni nel 1998 ha arrampicato per la prima volta da primo, un 5c a Shelf Road. A nove ha salito il primo 7b e a dodici nel 2002 il suo primo 8a, Cantina Boy a Rifle. L'anno successivo ha liberato il primo 8b+ The 7 PM Show sempre a Rifle e nel 2004 ha raggiunto l'8c.
Partecipa alle competizioni internazionali dal 2006 ma gareggia in poche tappe, solitamente solo a quelle negli Stati Uniti a Vail. Ha vinto un'unica gara di Coppa del Mondo di boulder proprio a Vail nel 2010. Nel 2011 ha partecipato a cinque tappe su nove, salendo una volta sul podio e ottenendo il nono posto nella classifica finale.
Oltre che scalare in falesia è soprattutto uno dei più forti boulderisti del mondo: ha salito molti boulder di difficoltà 8C/V15.

## Palmarès

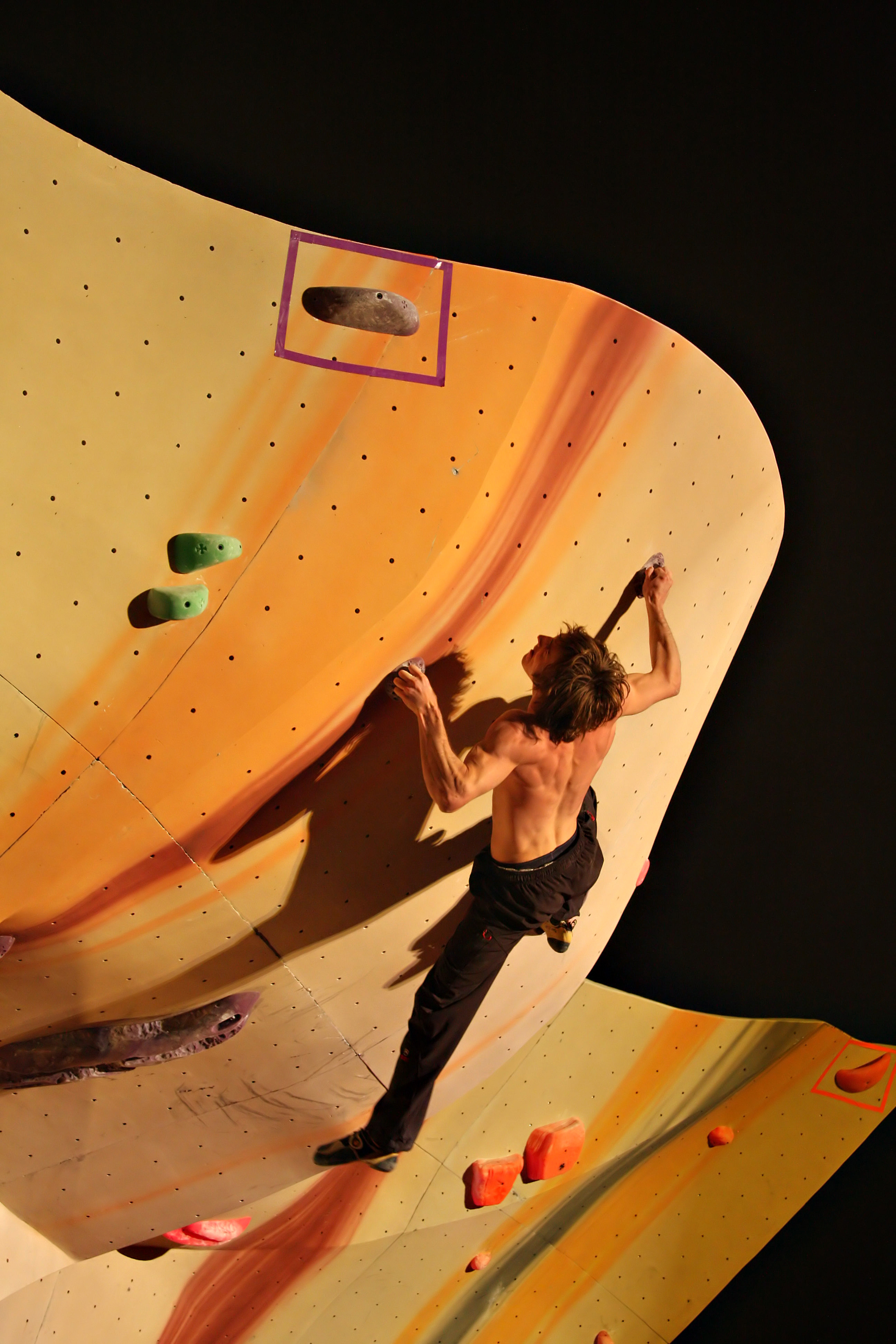
Daniel Woods in una competizione nazionale, Battle in the Bubble 2010

### Coppa del mondo
|         | 2006 | 2007 | 2008 | 2009 | 2010 | 2011 | 2012 | 2013 |
| ------- | ---- | ---- | ---- | ---- | ---- | ---- | ---- | ---- |
| Boulder | 41   |      | 14   | 13   | 21   | 9    | 33   | 34   |

### Campionato del mondo
|         | 2007 | 2009 |
| ------- | ---- | ---- |
| Boulder | 43   | 17   |

## Falesia

### Lavorato
- 9b/5.15b 
  - La capella - Siurana (ESP)
- 9a+/5.15a:
  - Jaws 2 - Rumney / Waimea - Seconda salita della via di Vasya Vorotnikov[2]
  - Tinipi-Borneo first ascend
- 9a/5.14d:
  - Manphibian - Mount Charleston (USA) - 2021 - via chiodata da Andy Raether[3]
  - Mission Impossible - Clear Creek Canyon (USA) - 8 maggio 2012 - Prima salita, via chiodata nel 2011 da Jay Samuelson[4]
  - Mourning Glory - Mourning Glory Cliff (USA) - 13 marzo 2012 - Prima salita[5]
  - Los Inconformistas - Rodellar (ESP) - 16 ottobre 2009
  - KinematiX - Gorges du Loup (FRA) - 24 settembre 2009[6]

## Boulder
- 8C/V15:

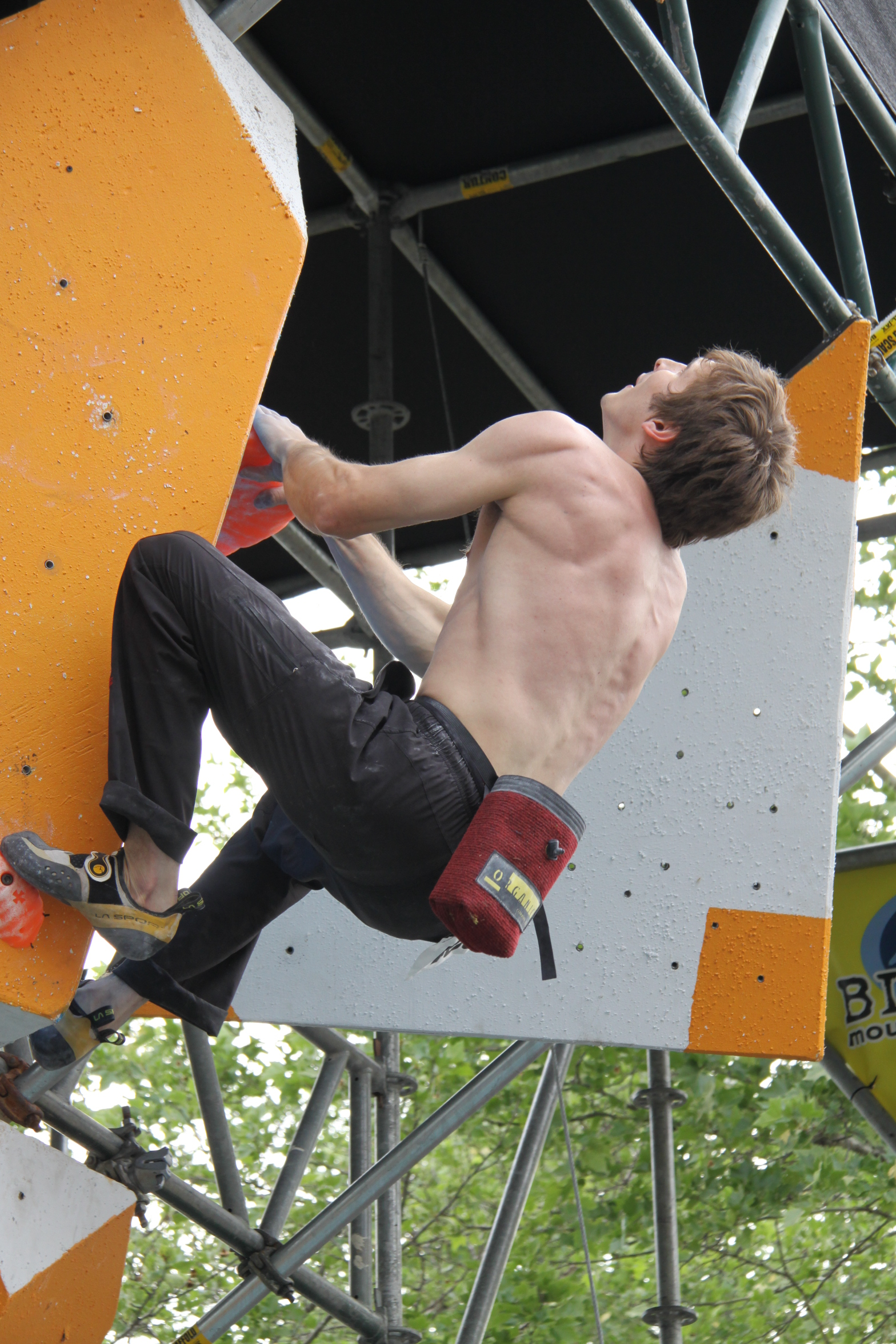
Daniel Woods in una competizione nazionale, Dominion River Rock 2011

  - Witness The Fitness - Ozark Mountains (USA) - gennaio 2013 - Terza salita del passaggio di Chris Sharma del 2005, dopo quella di Fred Nicole[7]
  - Monkey Wedding - Rocklands (ZA) - agosto 2012 - Quarta salita del boulder di Fred Nicole del 2002[8]
  - Paint it Black - Rocky Mountain National Park (USA) - 29 febbraio 2012 - Prima salita[9]
  - Big Paw - Chironico (SUI) - 24 novembre 2011 - Boulder di Dave Graham del 2008[10]
  - La force tranquille - Magic Wood (SUI) - 15 ottobre 2011 - Prima salita[11]
  - Mystic Stylez - Magic Wood (SUI) - 2 ottobre 2011 - Prima salita, versione sit-start dell'8A Muttertag[12]
  - Ill Trill - Magic Wood (SUI) - 11 aprile 2011 - Terza salita del boulder di Paul Robinson del 2010[13]
  - Practice of the Wild - Magic Wood (SUI) - 16 aprile 2011 - Terza salita del boulder di Chris Sharma del 2004[14]
  - Hypnotized Minds - Rocky Mountain National Park (USA) - 21 ottobre 2010 - Prima salita[15]
  - Warrior Up - Mt Evans / Wolverine Land (USA) - 4 settembre 2010 - Prima salita[16]
  - Desperanza - Hueco Tanks (USA) - 27 febbraio 2010 - Prima salita[17]
  - The Game - Boulder Canyon (USA) - 10 febbraio 2010 - Prima salita[18]
  - Terremer - Hueco Tanks (USA) - 30 gennaio 2010 - Terza salita del boulder di Fred Nicole[19]
  - In Search of Time Lost - Magic Wood (SUI) - 9 maggio 2008 - Prima salita[20]
  - Jade - Rocky Mountain National Park (USA) - 19 giugno 2007 - Prima salita[21]